# Liste der Kulturgüter in Rothenburg
Die Liste der Kulturgüter in Rothenburg enthält alle Objekte in der Gemeinde Rothenburg im Kanton Luzern, die gemäss der Haager Konvention zum Schutz von Kulturgut bei bewaffneten Konflikten, dem Bundesgesetz vom 20. Juni 2014 über den Schutz der Kulturgüter bei bewaffneten Konflikten sowie der Verordnung vom 29. Oktober 2014 über den Schutz der Kulturgüter bei bewaffneten Konflikten unter Schutz stehen.
Objekte der Kategorien A und B sind vollständig in der Liste enthalten, Objekte der Kategorie C fehlen zurzeit (Stand: 1. Januar 2023). Unter übrige Baudenkmäler sind zusätzliche Objekte zu finden, die im kantonalen Denkmalverzeichnis verzeichnet und nicht bereits in der Liste der Kulturgüter enthalten sind.

## Kulturgüter
| Foto | | Objekt                                                                     | Kat. | Typ | Standort                                             | Beschreibung                                                                          |
| ---- | --- | -------------------------------------------------------------------------- | ---- | --- | ---------------------------------------------------- | ------------------------------------------------------------------------------------- |
| ja   | Datei hochladen · Wikidata zu Rothenburger Brücke - Teil Rothenburg (Q120811533)                       | Rothenburger Brücke KGS-Nr.: 03873                                         | A    | G   | Bertiswilstrasse / Rothenburgstrasse 663451 / 216157 | Objekt liegt hälftig auf dem Gemeindegebiet von Rothenburg und Emmen (KGS-Nr. 10098). |
| ja   | Datei hochladen · Wikidata zu Katholische Kirche St. Maria mit Beinhaus (Q29785801)                    | Katholische Kirche St. Maria mit Beinhaus KGS-Nr.: 03872                   | B    | G   | Rosengartenstrasse 5.2 662540 / 216969               |                                                                                       |
| BW   | Datei hochladen · Wikidata zu Rothenburch Fläcke, mittelalterliches befestigtes Städtchen (Q120809483) | Rothenburch Fläcke, mittelalterliches befestigtes Städtchen KGS-Nr.: 17157 | B    | F   | Flecken 663298 / 216207                              |                                                                                       |

## Übrige Baudenkmäler
| ID   | Foto |                                                            | Objekt          | Typ | Standort                        | Beschreibung |
| ---- | ---- | ---------------------------------------------------------- | --------------- | --- | ------------------------------- | ------------ |
| 99b  | ja   | Datei hochladen · Wikidata zu Speicher (1729) (Q120829226) | Speicher (1729) | G   | Grossmatt 1.6 662103 / 216277   |              |
| 102b | BW   | Datei hochladen                                            | Kornspeicher    | G   | Lügisingen 3 661860 / 216823    |              |
| 148b | ja   | Datei hochladen · Wikidata zu Speicher (1712) (Q120835856) | Speicher (1712) | G   | Chüeschwand 1.8 663589 / 217529 |              |

Legende: Siehe Legende der Liste der Kulturgüter von nationaler und regionaler Bedeutung. Anstelle der KGS-Nummer wird als Objekt-Identifikator (ID) die Gebäudenummer im kantonalen Denkmalverzeichnis verwendet.